# Ружье, Жан-Батист
Жан Батист Ружье (фр. Jean-Baptiste Rougier de La Bergerie; 4 сентября 1757, Боннёй — 13 сентября 1836, Париж) — французский агроном и политик, научный писатель в области сельского хозяйства.
Происходил из старинного и богатого землевладельческого рода, который, однако, получил дворянское достоинство только ко времени рождения Жан-Батиста. Изучал агрономию теоретически и практически в своих имениях. В 1789 году, приняв Великую Французскую революцию и отказавшись от идей Старого порядка, стал членом парижского муниципалитета, затем депутатом от Йонны в законодательном собрании. Был сторонником декрета о лишении эмигрировавших из Франции дворян прав на наследование своих владений в случае отказа вернуться, также требовал принятия представителями духовенства присяги новому режиму, предлагая заключать в тюрьму отказывавшихся принести её; как политик особой популярностью не пользовался и, устав от дебатов с оппонентами, временно ушёл из политики и стал заниматься исключительно агрономией, бывшей главным увлечением его жизни. Предпринял несколько путешествий по Франции, во время которых изучал разведение различных сельскохозяйственных культур в разных регионах и впоследствии читал лекции о сельском хозяйстве. В 1792 году Законодательное собрание, опираясь на авторитет Ружье как учёного-агронома, отправило его в Нуайон, где в связи с нехваткой продовольствия вспыхнул бунт, в попытке умными речами усмирить восставших. В 1794 году ему было поручено подготовить доклад о внутренних водоёмах государства. В 1795 году Директория направила его в Крёз для поиска путей восстановления местной экономики после серии разрушительных бурь и града, что Ружье воспринял с большим энтузиазмом, так как имел возможность изучить местные особенности ведения сельского хозяйства. В 1797 году совместно с аббатом Тессе основал и редактировал сельскохозяйственный журнал «Annales de l’Agriculture françoise», в 1799 году опубликовал крупную статью о перспективах разведения во Франции льна и конопли. С 1796 по 1816 год состоял в Институте Франции, где был до 1803 года ассоциированным, в впоследствии членом-корреспондентом секций сельскохозяйственной экономики и ветеринарии отдела наук.
После установления Наполеоном режима консульства вернулся в политику, в 1800 году был назначен префектом Йонны, стараясь заботиться о местном сельском хозяйстве, но в 1811 году добровольно вышел в отставку (по причине несогласия с экспансионистской политикой Наполеона) и ушёл в частную жизнь, а после Реставрации Бурбонов не вернулся к каким-либо крупным государственным обязанностям, однако оставался активен в научной и общественной жизни, по-прежнему состоял членом большого количества разнообразных академий и был членом комитета по сельскому хозяйству в парламенте, где был известен как защитник французских лесов, протестовавший против распашки целинных земель.
Главные труды (помимо научных работ по сельскому хозяйству, написал и ряд поэм): «Recherches sur les principaux abus qui s’opposent aux progrès de l’agriculture» (Париж, 1788), «Traité d’agriculture pratique» (Париж, 1795), «Rapport général sur les étangs de la République» (Париж, 1795), «Essai sur le commerce et la paix» (1797), «Géorgiques françaises» с «Traité de poésie géorgique» (1804—1824, поэма в 12 песнях), «Histoire de l’agriculture française» (1815), «Forêts de la France» (1817), «Cours d’agriculture pratique» (8 томов, 1819—22), «Trente années de la vie de Henri IV» (1826), «Considérations générales sur l’histoire» (1829), «Histoire de l’agriculture ancienne des Grecs» (1829), «Histoire de l’agriculture ancienne des Romains» (1834).